# Heterospilus extasus
Heterospilus extasus är en stekelart som beskrevs av Papp 1987. Heterospilus extasus ingår i släktet Heterospilus och familjen bracksteklar. Inga underarter finns listade i Catalogue of Life.